# Monte Barco - Le Grave
Monte Barco - Le Grave este o arie protejată (arie specială de conservare — SAC, sit de importanță comunitară — SCI) din Italia întinsă pe o suprafață de 201 ha, integral pe uscat.

## Localizare
Centrul sitului Monte Barco - Le Grave este situat la coordonatele 46°07′51″N 11°10′08″E / 46.130833°N 11.168889°E.

## Înființare
Situl Monte Barco - Le Grave a fost declarat sit de importanță comunitară în octombrie 2010 pentru a proteja 2 specii de plante și 16 specii de animale. Situl a fost protejat și ca arie specială de conservare în martie 2014.

## Biodiversitate
Situată în ecoregiunea alpină, aria protejată conține 23 de habitate naturale: Mlaștini turboase de tranziție și turbării mișcătoare, Mlaștini împădurite, Pante stâncoase silicioase cu vegetație casmofită, Mlaștini calcaroase cu Cladium mariscus și specii de Caricion davallianae, Lacuri eutrofice naturale cu vegetație de tip Magnopotamion sau Hydrocharition, Fânețe de joasă altitudine (Alopecurus pratensis, Sanguisorba officinalis), Păduri acidofile de Picea de la nivel montan la nivel alpin (Vaccinio-Piceetea), Lacuri și iazuri distrofice naturale, Pajiști uscate europene, Păduri pe pante, grohotișuri și ravene de Tilio-Acerion, Liziere de ierburi înalte hidrofile de câmpie și de nivel montan până la alpin, Formațiuni ierboase bogate în specii de Nardus, dezvoltate pe substraturi silicioase în zone montane (și în zone submontane, în Europa continentală), Grohotișuri termofile și vest-mediteraneene, Tufărișuri cu Pinus mugo și Rhododendron hirsutum (Mugo-Rhododendretum hirsuti), Depresiuni pe substraturi de turbă de Rhynchosporion, Grohotișuri silicioase de la nivelul montan până la nivelul zăpezii (Androsacetalia alpinae și Galeopsietalia ladani), Păduri de fag Luzulo-Fagetum, Pajiști alpine și boreale, Păduri aluvionare cu Alnus glutinosa și Fraxinus excelsior (Alno-Padion, Alnion incanae, Salicion albae), Roci stâncoase cu vegetație pionieră de Sedo-Scleranthion sau Sedo albi-Veronicion dillenii, Pajiști cu Molinia pe soluri calcaroase, turboase sau argilos-nămoloase (Molinion caeruleae), Păduri de Castanea sativa, Pajiști uscate seminaturale și facies de acoperire cu tufișuri pe substraturi calcaroase (Festuco-Brometalia) (* situri importante pentru orhidee).
La baza desemnării sitului se află mai multe specii protejate:
- plante (2): Gladiolus palustris, moșișoare (Liparis loeselii)
- păsări (13): uliu păsărar (Accipiter nisus), stârc cenușiu (Ardea cinerea), cocoșul de mesteacăn (Bonasa bonasia), șorecarul comun (Buteo buteo), caprimulg (Caprimulgus europaeus), cristeiul de câmp (Crex crex), ciocănitoare neagră (Dryocopus martius), presură de munte (Emberiza cia), vânturel roșu (Falco tinnunculus), sfrâncioc roșiatic (Lanius collurio), cristei de baltă (Rallus aquaticus), huhurez mic (Strix aluco), silvie-mică (Sylvia curruca)
- amfibieni (1): izvoraș-cu-burta-galbenă (Bombina variegata)
- mamifere (1): liliacul mare cu potcoavă (Rhinolophus ferrumequinum)
- nevertebrate (1): Euplagia quadripunctaria

Pe lângă speciile protejate, pe teritoriul sitului au mai fost identificate 42 de specii de plante, 5 specii de amfibieni, 9 specii de mamifere, 1 specie de nevertebrate, 6 specii de reptile.